# Paris artonde arrondissement
Paris artonde arrondissement är ett av Paris 20 arrondissement. Arrondissementet har namnet Buttes-Montmartre och är uppkallat efter Montmartre.
Artonde arrondissementet består av fyra distrikt: Grandes-Carrières, Clignancourt, Goutte-d'Or och Chapelle.
Arrondissementet inbegriper Place du Tertre, Moulin Rouge, Quartier Pigalle, Cimetière Saint-Vincent, Cimetière du Calvaire, Cimetière de Montmartre samt La Maison Rose.

## Kyrkobyggnader
- Sacré-Cœur
- Saint-Pierre de Montmartre
- Saint-Jean de Montmartre
- Saint-Bernard de la Chapelle
- Notre-Dame de Clignancourt
- Saint-Denys de la Chapelle
- Sainte-Jeanne-d'Arc
- Notre-Dame du Bon Conseil
- Sainte-Hélène
- Sainte-Geneviève des Grandes-Carrières
- Saint-Pierre-Saint-Paul

## Bilder
| - Saint-Pierre de Montmartre. - Saint-Bernard de la Chapelle. - Sainte-Geneviève des Grandes-Carrières. - Saint-Pierre-Saint-Paul. |